# Oranski knez
Oranski knez (ali oranska kneginja, če je nosilka ženska) je naziv, povezan s suvereno kneževino Oranž v današnji južni Franciji, ki so jo pozneje imeli državni lastniki in nato navidezni dediči Nizozemske.
Naziv "oranski knez" je leta 1163 ustvaril cesar Friderik Barbarossa, ko je povzdignil grofijo Oranž v kneževino, da bi okrepil svojo podporo na tem območju v njegovem sporu s papeštvom. Naslov in zemljišče sta prešla na francosko plemiško rodbino Baux leta 1173 in Chalons leta 1393. Leta 1530 pa sta bila  podeljena Reneju Nassavskemu. Kneževina je nato leta 1544 prešla na v Nemčiji rojenega plemiča iz takratne Španske Nizozemske, Renejevega bratranca Viljema (znanega kot "Molčeči"). Viljem je vodil uspešen nizozemski upor proti Španiji. Z osamosvojitvijo je nova država postala decentralizirana republika in ne enotna monarhija.
Pravnuk Viljema Molčečega Viljem III. Angleški je leta 1702 umrl brez otrok. Glede dedovanja je prišlo do spora med njegovima bratrancema Janezom Viljemom Frisom in Friderikom I. Pruskim. Leta 1713 je po Utrechtski pogodbi  Friderik Viljem I. Pruski odstopil kneževino Oransko francoskemu kralju Ludviku XIV. (vendar je obdržal naslov kot del svoje dinastične titulature). Leta 1732 se je v skladu s pogodbo o delitvi  Frisov sin, Viljem IV., strinjal, da bo s Friderikom Viljemom delil uporabo naziva "Oranski knez" (ki je pridobil prestiž na Nizozemskem in po vsem protestantskem svetu).
Z nastankom Kraljevine Nizozemske v 19. stoletju je naziv tradicionalno nosil dedič nizozemskega monarha. Prvotno so naziv nosili le moški, od leta 1983 pa se naziv prenaša prek absolutne primogeniture, kar pomeni, da je nosilec lahko knez ali kneginja Oranska.
Sedanja nizozemska kraljeva dinastija, Rodbina Orange-Nassau, ni edina družina, ki zahteva dinastični naziv. V konkurenco za naslov so se podali nemški cesarji in kralji iz rodbine Hohenzollerjev ter glava francoske plemiške družine Mailly. Trenutni uporabniki naziva so nizozemska princesa Katarina-Amalija (Orange-Nassau), Georg Friderik (Hohenzollern) in Guy (Mailly-Nesle).

## Zgodovina

### Grofija Oranž
Naslov se je nanašal na Orange v departmaju Vaucluse v dolini Rone v južni Franciji, ki je bil v lasti rodbine Oranskih, nato rodbine Baux in rodbine Chalon-Arlay, preden je leta 1544 prešel na Dillenburško vejo rodbine Nassavskih, ki je od takrat znana kot rodbina Oranskih-Nassavskih.
Kneževina je nastala kot grofija Oranž, fevd v Svetem rimskem cesarstvu, v sestavi kraljestva Burgundije. Podeljena je bila Viljemu Gellonskemu (rojen leta 755), vnuku Karla Martela in zatorej bratrancu Karla Velikega, okrog leta 800 za njegove zasluge v vojnah proti Mavrom in pri ponovni osvojitvi južne Francije in Španske krajine. Njegovo okcitansko ime je Guilhem; kot frankovski gospod pa se je verjetno poznal po stari germanski različici <i id="mwXw">Wilhelma</i>. Viljem je vladal tudi kot Toulouški grof, vojvoda Akvitanije in markiz Septimanije .
Rog, ki je simboliziral Oranž, je predstavljal besedno igro imena Viljem Gelonski v francoščini, iz lika, ki so ga njegova dejanja navdihnila v chanson de geste, Chanson de Guillaume: "Guillaume au Court-nez« (Viljem Kratkonosi) ali njegov homofon »Guillaume au Cornet« (Viljem Rog). Zdi se, da šanson vključuje gradivo, ki se nanaša na bitko Viljema Gelonskega pri reki Orbieu ali Orbiel blizu Carcassonna leta 793, pa tudi na njegovo zavzetje mesta Orange.

### Kneževina Oranž
Ko se je Burgundsko kraljestvo v zgodnjem srednjem veku razdrobilo, je cesar Svetega rimskega cesarstva Friderik I. Barbarosa leta 1163 povzdignil gospostvo Oranž v kneževino, da bi navezal svoje podpornike v Burgundiji proti papežu in francoskemu kralju. Ko so se meje cesarstva umaknile od meja kneževine, so knezu pripadle suverene pravice, ki jih je prej izvajal cesar. Kot je Viljem Molčeči zapisal v svoji ženitni ponudbi stricu svoje druge žene, volilnemu knezu Avgustu Saškemu, je imel Oranž za "svojo lastno prosto lastnino", ne kot fevd katerega koli suzerena; niti papeža, niti kralja Španije ali Francije. Ta zgodovinski položaj časti in ugleda bo kasneje gnal Viljema Molčečega naprej, prav tako kot je spodbudil nasprotovanje njegovega pravnuka Viljema III. Ludviku XIV., ko je ta kralj napadel in zasedel Oranž.
Zadnji neposredni potomec prvotnih knezov, René Chalonski, je uveljavil svojo suvereno pravico in kneževino zapustil svojemu bratrancu Viljemu Tihemu, ki ni bil potomec prvotne oranske družine, temveč dedič oranske kneževine po oporoki. To pa je bilo v nasprotju z vzorcem dedovanja, ki ga je določila zadnja volja Marije Oranske, kneginje Oranske iz rodbine Baux, ki je prinesla kneževino v družino Chalons in prek katere je knez René pridobil lastno dediščinsko pravico ( glej Genealogijo hiše Orange-Chalon). Na ta način je Rene svojo lastnino prenesel na svojega najbližjega sorodnika, namesto da bi šel več generacij nazaj in jo prenesel na takrat že daljne bratrance.
Leta 1673 je Ludvik XIV. Francoski priključil vse ozemlje kneževine Franciji in kraljevi domeni kot del vojnih akcij proti štatholderju Viljemu III. Oranskemu — ki je kasneje postal britanski kralj Viljem III. Oranž je de facto prenehal obstajati kot suverena posest. Ludvik je nato naslovno kneževino podelil Louisu Charlesu de Maillyju, markizu Nesle-jskemu, čigar žena je bila neposredni potomec in dedinja po primogenituri prvotnih oranskih knezov 
Potem ko je Utrechtska pogodba leta 1713 Oranž prepustila Franciji, je pet tožnikov uradno protestiralo proti določilom pogodbe.
Ker pa je pogodba predvidevala, da bo Oranž zavzela in priključila Francija, so bili njihovi protesti prezrti.

### Odprava kneževine, nadaljevanje naslova
Ker je Viljem III. umrl brez zakonitih otrok, je veljalo, da je kneževino podedoval njegov najbližji sorodnik na podlagi oporoke Friderika-Henrika, Friderik I. Pruskega, ki je odstopil kneževino - vsaj deželo, ne pa tudi uradni naslov — Franciji leta 1713. Francija je podprla njegovo trditev. Na ta način je ozemlje kneževine izgubilo svoje fevdalne in posvetne privilegije in postalo del Francije. Utrechtska pogodba je dovolila pruskemu kralju, da ustanovi del vojvodine Gelderland (mesta Geldern, Straelen in Wachtendonk z upravnimi enotami, Krickenbeck, Viersen, deželo Kessel in gospostva Afferden, Arcen-Velden- Lomm, Walbeck-Twisteden, Raay in Klein-Kevelaer, Well, Bergen in Middelaar) v novo kneževino Orange. Pruski kralji in nemški cesarji so se do leta 1918 imenovali Oranski princi.
Agnatski sorodnik Viljema III., Janez Viljem Friso Nassavski, ki je bil prav tako kognatski potomec Viljema Molčečega, je bil po zadnji volji Viljema III. imenovan za dediča princev Oranskih na Nizozemskem. Več njegovih potomcev je postalo štatholderjev. Zahtevajo kneževino Oranž na podlagi agnatskega dedovanja, podobno tistemu Viljema Molčečega, ki je Oranž podedoval od svojega bratranca Renéja iz Chalona. Vendar pa so imeli zahtevo, čeprav oddaljeno, do same kneževine zaradi porekla Janeza Viljema Frisa od Louise de Coligny, ki je bila potomka prvotnih princev Oranskih. (Louisina prababica, Ane Pot, grofica Saint-Pol, je bila potomka Tiburge Oranske, ki se je poročila v družino des Baux)
Lahko bi trdili tudi, da izvirajo iz del Balzo, italijanske veje družine des Baux, prek poroke princese Ane z Viljemom IV., knezom Oranskim. Ana je bila najstarejša hči Jurija II. Angleškega, ki je bil potomec Elizabete Woodville, žene Edvarda IV . Babica Elizabeth Woodville je bila Margerita del Balzo, še ena potomka Tiburge Oranske.

## Nosilci naslova

#### Rodbina Oranskih-Nassavskih(prva inkarnacija)
Viljem Nassavski je podedoval Oransko kneževino od svojega bratranca Renéja. Čeprav Viljem ni bil potomec nobenega prejšnjega princa Oranskega, saj René ni imel otrok ali bratov in sester, je izkoristil svojo pravico suverenega princa, da oporoči Oranž svojemu prvemu bratrancu po očetovi strani, ki pravzaprav ni imel oranske krvi. To je začetek nizozemske kraljevske rodbine Oranskih-Nassavskih.
| Zap. št. | Ime                      | Slika | Grb                  | Rojen             | Postal Oranski knez | Prenehanje naslova Oranski knez | Smrt             | Drugi naslovi poleg Oranskega kneza | Kneginja Oranska                                                            |
| -------- | ------------------------ | ----- | -------------------- | ----------------- | ------------------- | ------------------------------- | ---------------- | --- | --------------------------------------------------------------------------- |
| 16.      | knez Viljem I. (Molčeči) |       | .:                   | 24. april 1533    | 15. julij 1544      | 10. julij 1584                  | 10. julij 1584   | Štatholder Holandije, Zelandije, Utrechta in Frizije; Markiz Veere-ški in Vlissingenski, grof Nassavski-Dillenburški, Katzenelnbogen, in Vianden; Viskont Antwerpna; Baron Bredski, dežele Cuijk, mesto Grave, Diest, Herstal, Warneton, Beilstein, Arlay, in Nozeroy; gospod Dasburški, Geertruidenberg, Hooge en Lage Zwaluwe, Klundert, Montfort, Naaldwijk, Niervaart, Polanen, Steenbergen, Willemstad, Bütgenbach, Sankt Vith, and Besançon. | 1. Ana Egmontska 2. Ana Saška 3. Šarlota Bourbonska 4. Ludvika Coligny-jska |
| 17.      | knez Filip Viljem        |       | [ 17 ]               | 19. december 1554 | 10. julij 1584      | 20. februar 1618                | 20. februar 1618 | grof Nassavsko-Dillenburški, Burenski, Leerdamski, Katzenelnbogen, in Vianden; viskont Antwerpna; Baron Bredski, Cranendonck, dežela Cuijk, Eindhoven, mesto Grave, IJsselstein, Diest, Herstal, Warneton, Beilstein, Arlay, in Nozeroy; gospod Dasburški, Geertruidenberg, Hooge en Lage Zwaluwe, Klundert, Montfort, Naaldwijk, Niervaart, Polanen, Steenbergen, Sint-Maartensdijk, Willemstad, Bütgenbach, Sankt Vith, in Besançon. | Eleonora Bourbonska                                                         |
| 18.      | knez Mavricij            |       | [ 18 ] [ 19 ] [ 20 ] | 14. november 1567 | 20. februar 1618    | 23 April 1625                   | 23 April 1625    | Štatholder Holandije, Zelandije, Utrechta, Vojvodine Gelders, Overijssela in Groningena; Markiz Veere-ški in Vlissingenski; grof Nassavsko-Dillenburški, Burenski, Leerdamski, Katzenelnbogen, in Vianden; Viskont Antwerpna; Baron Aggerisa, Bredski, Cranendonck, dežela Cuijk, Daesburg, Eindhoven, mesto Grave, Lek, IJsselstein, Diest, Grimbergen, Herstal, Warneton, Beilstein, Bentheim-Lingen, Moers, Arlay, in Nozeroy; gospod Dasburški, Geertruidenberg, Hooge en Lage Zwaluwe, Klundert, Montfort, Naaldwijk, Niervaart, Polanen, Steenbergen, Sint-Maartensdijk, Willemstad, Bütgenbach, Sankt Vith, in Besançona.                                                                                                  | no wife                                                                     |
| 19.      | knez Friderik Henrik     |       | [ 1 ]                | 29. januar 1584   | 23. april 1625      | 14. marec 1647                  | 14. marec 1647   | Štatholder Holandije, Zelandije, Utrechta, Vojvodine Gelders, in Overijssela; Markiz Veere-ški in Vlissingenski; grof Nassavski-Dillenburški, Burenski, Leerdamski, Katzenelnbogen, in Vianden; Viskont Antwerpna; Baron Aggerisa, Bredski, Cranendonck, dežela Cuijk, Daesburg, Eindhoven, mesto Grave, Lek, IJsselstein, Diest, Grimbergen, Herstal, Warneton, Beilstein, Bentheim-Lingen, Moers, Arlay, and Nozeroy; gospod Dasburški, Geertruidenberg, Hooge en Lage Zwaluwe, Klundert, Montfort, Naaldwijk, Niervaart, Polanen, Steenbergen, Sint-Maartensdijk, Willemstad, Bütgenbach, Sankt Vith, in Besançona. | Amalija Solmska-Braunfelška                                                 |
| 20.      | knez Viljem II.          |       | [ 1 ]                | 27. maj 1626      | 14. marec 1647      | 6. november 1650                | 6. november 1650 | Štatholder Holandije, Zelandije, Utrechta, Vojvodine Gelders in Overijssela; Markiz Veere-ški in Vlissingenski; grof Nassavski-Dillenburški, Burenski, Leerdamski, Katzenelnbogen, in Vianden; Viskont Antwerpna; Baron Aggerisa, Bredski, Cranendonck, dežela Cuijk, Daesburg, Eindhoven, mesto Grave, Lek, IJsselstein, Diest, Grimbergen, Herstal, Warneton, Beilstein, Bentheim-Lingen, Moers, Arlay, in Nozeroy; gospod Dasburški, Geertruidenberg, Hooge en Lage Zwaluwe, Klundert, Montfort, Naaldwijk, Niervaart, Polanen, Steenbergen, Sint-Maartensdijk, Turnhout, Willemstad, Zevenbergen, Bütgenbach, Sankt Vith, in Besançona.                                                                                       | Marija, kraljevska princeza                                                 |
| 21.      | Viljem III.              |       | [ 1 ]                | 14. november 1650 | 14. november 1650   | 8. marec 1702                   | 8. marec 1702    | Kralj Anglije, Škotske, ind Irske, Štatholder Holandije, Zelandije, Utrechta, Vojvodine Gelders, in Overijssela; Markiz Veere-ški in Vlissingenski; grof Nassavski-Dillenburški, Burenski, Leerdamski, Katzenelnbogen, in Viandena; Viskont Antwerpna; Baron Aggerisa, Bredski, Cranendonck, dežela Cuijk, Daesburg, Eindhoven, mesto Grave, Lek, IJsselstein, Diest, Grimbergen, Herstal, Warneton, Beilstein, Bentheim-Lingen, Moers, Arlay, in Nozeroy; gospod Baarnski, Bredevoortski, Dasburški, Geertruidenberg, Hooge en Lage Zwaluwe, Klundert, 't Loo, Montfort, Naaldwijk, Niervaart, Polanen, Steenbergen, Sint-Maartensdijk, Soest, Ter Eem, Turnhout, Willemstad, Zevenbergen, Bütgenbach, Sankt Vith, in Besançona. | kraljica Marija II. Angleška                                                |

### Naslov brez ozemlja

#### Rodbina Oranskih-Nassavskih (druga inkarnacija)
2. rodbina Oranskih-Nassavskih (glej družinsko drevo hiše Orange-Nassau ) so bili bratranci po očetovi in materini strani 1. rodbine.

##### Vodja rodbine
| Zap. št. | Ime                               | Slika | Grb    | Naslednik               | Rojstvo           | Postal knez Oranski | Prenehal nositi naslov kneza Oranskega                          | Smrt             | Drugi naslovi v času nošenje naslova kneza Oranskega | Kneginja Oranska                              |
| -------- | --------------------------------- | ----- | ------ | ----------------------- | ----------------- | ------------------- | --------------------------------------------------------------- | ---------------- | --- | --------------------------------------------- |
| 22.      | knez Janez Viljem Friso           |       | [ 21 ] | Viljem III.             | 4. avgust 1687    | 8. marec 1702       | 14. julij 1711                                                  | 14. julij 1711   | Štatholder Frizije in Groningena; knez Nassavski Dietz → knez Oranski-Nassavski; Markiz Veere-ški in Vlissingenski; grof Burenski, Leerdamski, Katzenelnbogen, Spiegelberg, in Vianden; Viskont Antwerpna; Baron Aggerisa, Bredski, Cranendonck, dežela Cuijk, Daesburg, Eindhoven, mesto Grave, Lek, IJsselstein, Diest, Grimbergen, Herstal, Warneton, Beilstein, Arlay, in Nozeroy; dedni gospod Amelandski; gospod Baarnski, Bredevoort, Dasburg, Geertruidenberg, Hooge en Lage Zwaluwe, Klundert, Liesveld, 't Loo, Montfort, Naaldwijk, Niervaart, Polanen, Steenbergen, Sint-Maartensdijk, Soest, Ter Eem, Turnhout, Willemstad, Zevenbergen, Bütgenbach, Sankt Vith, in Besançona. | Deželna grofica Marija Louiza Hesse-Kasselska |
| 23.      | knez Viljem IV.                   |       |        | knez Janez Viljem Friso | 1. september 1711 | 1. september 1711   | 22. oktober 1751                                                | 22. oktober 1751 | Generalni štatholder Združenih provinc; knez Oranski-Nassavski; Markiz Veere-ški in Vlissingenski; grof Burenski, Culemborgški, Leerdamski, in Viandenski; Viskont Antwerpna; Baron Aggerisa, Bredski, Cranendonck, dežela Cuijk, Daesburg, Eindhoven, mesto Grave, Lek, IJsselstein, Diest, Grimbergen, Herstal, Warneton, Arlay, in Nozeroy; dedni gospod Amelandski; gospod Baarnski, Bredevoort, Dasburg, Geertruidenberg, Hooge en Lage Zwaluwe, Klundert, Liesveld, 't Loo, Montfort, Naaldwijk, Niervaart, Polanen, Steenbergen, Sint-Maartensdijk, Soest, Ter Eem, Turnhout, Willemstad, Zevenbergen, Bütgenbach, Sankt Vith, in Besançona.                                         | Ana, kraljevska priceza                       |
| 24.      | knez Viljem V.                    |       |        | knez Viljem IV.         | 8. marec 1748     | 22. oktober 1751    | 9. april 1806                                                   | 9. april 1806    | Generalni štatholder Združenih provinc; knez Oranski-Nassavski; Markiz Veere-ški in Vlissingenski; grof Burenski, Culemborg, Leerdamski, in Viandenski; Viskont Antwerpna; Baron Aggerisa, Bredski, Cranendonck, dežele Cuijk, Daesburg, Eindhoven, mesta Grave, Leka, IJsselsteina, Diest, Grimbergen, Herstal, Warneton, Arlay, in Nozeroy; dedni gospod Amelandski; gospod Baarnski, Bredevoort, Borculo, Dasburg, Geertruidenberg, Hooge en Lage Zwaluwe, Klundert, Lichtenvoorde, Liesveld, 't Loo, Montfort, Naaldwijk, Niervaart, Polanen, Steenbergen, Sint-Maartensdijk, Soest, Ter Eem, Turnhout, Willemstad, Zevenbergen, Bütgenbach, Sankt Vith, in Besançona.                  | kneginja Vilhelmina Pruska                    |
| 25.      | knez Viljem VI. kasneje Viljem I. |       |        | knez Viljem V.          | 24. avgust 1772   | 9. april 1806       | 16. marec 1815 naslov opuščen, ko postane prvi kralj Nizozemske | 7. oktober 1840  | knez Oranski-Nassavski; Markiz Veere-ški in Vlissingenski; grof Burenski, Culemborg, Leerdamski, in Viandenski; Viskont Antwerpna; Baron Aggerisa, Bredski, Cranendonck, dežele Cuijk, Daesburg, Eindhoven, mesta Grave, Leka, IJsselsteina, Diest, Grimbergen, Herstal, Warneton, Arlay, inNozeroy; dedni gospod Amelandski; gospod Baarnski, Bredevoort, Borculo, Geertruidenberg, Hooge en Lage Zwaluwe, Klundert, Lichtenvoorde, Liesveld, 't Loo, Montfort, Naaldwijk, Niervaart, Polanen, Steenbergen, Sint-Maartensdijk, Soest, Ter Eem, Turnhout, Willemstad, Zevenbergen, Bütgenbach, Sankt Vith, in Besançona.                                                                    | Vilhelmina Pruska                             |

##### Dedič Nizozemske
| Zap. št. | Ime                                              | Slika | Grb           | Nasledil          | Rojstvo           | Postal dedič krone                                | Postal knez(ginja) Oranski                        | Prenehanje naslova kneza(ginje) Oranskega | Smrt              | Drugi naslovi v času nošenja naslova Oranski knez             | Soprog(a)                          |
| -------- | ------------------------------------------------ | ----- | ------------- | ----------------- | ----------------- | ------------------------------------------------- | ------------------------------------------------- | ----------------------------------------- | ----------------- | ------------------------------------------------------------- | ---------------------------------- |
| 26.      | knez Viljem kasneje Viljem II.                   |       | [ 22 ] [ 23 ] | Viljem I.         | 6. december 1792  | 16. marec 1815 očetovo imenovanje za kralja       | 16. marec 1815 očetovo imenovanje za kralja       | 7. oktober 1840 postane kralj             | 17. marec 1849    | Princ Nizozemske, Princ Oranski-Nassavski                     | Velika kneginja Ana Pavlovna Ruska |
| 27.      | knez Viljem kasneje Viljem III.                  |       | [ 22 ] [ 23 ] | Viljem II.        | 19. februar 1817  | 7. oktober 1840 očetovo kronanje za kralja        | 7. oktober 1840 očetovo kronanje za kralja        | 17. marec 1849 postane kralj              | 23. november 1890 | Princ Nizozemske, knez Oranski-Nassavski                      | Princeza Sofija Württemberška      |
| 28.      | knez Viljem                                      |       | [ 22 ] [ 23 ] | Viljem III.       | 4. september 1840 | 17. marec 1849 očetovo kronanje za kralja         | 17. marec 1849 očetovo kronanje za kralja         | 11. junij 1879                            | 11. junij 1879    | Princ Nizozemske, Princ Oranski-Nassavski                     | Nihče                              |
| 29.      | knez Aleksander                                  |       | [ 22 ] [ 23 ] | Viljem III.       | 25. avgust 1851   | 11. junij 1879 smrt brata                         | 11. junij 1879 smrt brata                         | 21. junij 1884                            | 21. junij 1884    | Princ Nizozemske, knez Oranski-Nassavski                      | Nihče                              |
| 30.      | knez Viljem-Aleksander kasneje Viljem-Aleksander |       |               | Beatrisa          | 27. april 1967    | 30. april 1980 mati nasledi kot kraljica regentka | 30. april 1980 mati nasledi kot kraljica regentka | 30. april 2013 postane kralj              | –                 | Princ Nizozemske, Princ Oranski-Nassavski, Jonkheer Amsberški | Princeza Máxima Nizozemska         |
| 31.      | kneginja Katarina-Amalija                        |       |               | Viljem-Aleksander | 7 December 2003   | 30. april 2013 očetovo kronanje za kralja         | 30. april 2013 očetovo kronanje za kralja         | nosilec dolžnosti                         | –                 | Princeza Nizozemske, Princeza Oranska-Nassavska               | –                                  |

## Oranski knezi iz rodbine Oranskih-Nassavskih

### Zgodovinsko ozadje
Viljem Molčeči (Willem I.) je bil prvi štatholder Nizozemske republike in najpomembnejši predstavnik hiše Oranskih na Nizozemskem. Bil je grof dela nemškega ozemlja Nassau in dedič nekaterih očetovih fevdov v Holandiji. Viljem je dobil obsežnejše ozemlje na Nizozemskem (gospostvo Breda in več drugih odvisnosti) kot dediščino svojega bratranca Renéja Châlonskega, princa Oranskega, ko je bil Viljem star le 11 let. Po Viljemovem atentatu leta 1584 je naziv prešel na njegovega sina Filipa Viljema (ki je bil do leta 1596 talec v Španiji). Po letu 1618 ga je nasledil drugi sin Mavricij in končno naslov pride na najmlajšega sina Friderika Henrika.
Naziv oranski knez je postal povezan s štatholderjem Nizozemske.
Viljem III. (Willem III.) je bil tudi kralj Anglije, Škotske in Irske, njegove zapuščine pa vsako leto obeležuje protestantski oranžni red. Viljemova mati, Marija, je bila hči angleškega kralja Karla I. in zato angleška princesa ter po poroki princesa Oranska.
Viljem III. in Marija II. nista imela zakonitih otrok. Po Viljemovi smrti leta 1702 je bil njegov dedič na Nizozemskem Janez Viljem Friso iz Nassau-Dieza, ki je prevzel naslov, saj mu ga je kralj Viljem zapustil z oporoko. Drugi kandidat je bil pruski kralj, ki je svojo zahtevo po naslovu utemeljil z oporoko Friderika Henrika, dedka Viljema III. Sčasoma je bil dosežen kompromis, po katerem sta bili obe družini upravičeni do naziva princa Oranskega. Takrat je bil to le še naslov, kneževino si je priključil francoski kralj Ludvik XIV.
Frisova linija ga je imela naslov kneza Oranskega kot svoj glavni naslov v 18. stoletju. Francoska vojska jih je leta 1795 izgnala iz Nizozemske, a po vrnitvi je oranski princ leta 1813 postal prvi nizozemski kralj.
Po ustanovitvi sedanje Kraljevine Nizozemske leta 1815 je bil naslov delno rekonstitucionaliziran z zakonodajo in podeljen najstarejšemu sinu nizozemskega kralja Viljema I., princu Viljemu, ki je kasneje postal nizozemski Viljem II. Od leta 1983 nosi naslednik nizozemskega prestola, ne glede na to, ali je moški ali ženska, naziv knez ali kneginja Oranska. Prvorojeni otrok nizozemskega prestolonaslednika nosi naziv dedni knez/kneginja Oranski. Ko je njen oče Viljem-Aleksander postal nizozemski kralj po abdikaciji kraljice Beatrix, je princesa katarina-Amalija postala kneginja/princesa Oranska.

### Protokolarno naslavljanje
Kneza/kneginjo Oransko se protokolarno naslavlja njegova/njena kraljeva visokost princ(eza) Oranski (nizozemsko: Zijne/Hare Koninklijke Hoogheid de Prins(es) van Oranje ).

### Grbi
Oranski knezi so v 16. in 17. stoletju uporabljali naslednje komplete grbov. Ko je postal oranski knez, je Viljem postavil Châlon-Arlayjeve roke na sredino ("kot ščit") očetovega grba. Ta grb je uporabljal do leta 1582, ko je kupil markizat Veere in Vlissingen. Nato je uporabil grb, pripisan Frideriku Henriku itd., z grbom markizata v sredini zgoraj in grbom grofije Buren v sredini spodaj. Njihova naraščajoča zapletenost kaže, kako se grb uporablja za izražanje naraščajočega političnega položaja in kraljevskih teženj rodbine Oranskih-Nassavskih.
- Grb René-ja Châlonskega kot kneza Oranskega.[1]
- Grb Viljema Molčečega kot kneza Oranskega do 1582 in njegovega najstarejšega sina Filipa Viljema[28]
- Grb, ki ga je uporabljal Mavricij z dodatkom grba grofije Moers (zgoraj levo od sredine in spodaj desno od sredine) in grba njegove matere Saške (center)[1][19][20]
- Grb, ki ga je uporabljal Viljem Molčeči po letu 1582, Friderik Henrik, Viljem II., in Viljem III. kot knez Oranski[28]
- Alternativni grb, ki so ga včasih uporabili Friderik Henrik, Viljem II., in Viljem III. kot knezi Oranski, ki prikazuje grofijo Moers zgoraj na sredini namesto Veere.[29]

Ko se je Viljem VI. Oranski leta 1813 vrnil na Nizozemsko in bil razglašen za suverenega nizozemskega kneza, je nekdanji grb Nizozemske republike razdelil na četrtine (1. in 4. četrtina)  z grbom "Châlon-Oranskih" (2. in 3. četrtina), ki je simbolizirala Oranž. Kot grb je postavil svoj predniški grb Nassauvskih. Ko je leta 1815 postal kralj, je nizozemskega republiškega leva združil z grbi Nassauskega grba in dodal kraljevo krono, da je oblikoval nizozemski grb. V 19. stoletju sta imela svoj lastne vnaprej določene grbe. Rodbina Oranskih, zdaj kraljevska rodbina Nizozemske, in njihovi potomci rodbine Oranskih-Nassavskih, so ohranili ta naslov za svojo družino. Vilhelmina je nadalje odredila, da se njeni potomci za vedno imenujejo "princi in princese Oranski-Nassavski" in da bo ime rodbine "Oranskih-Nassavskih" (v nizozemščini "Oranje-Nassau"). Od takrat posameznim članom rodbine Oranskih-Nassavskih vladajoči monarh podeli tudi njihov grb, podobno kot Združeno kraljestvo. To je običajno kraljevi grb, razčetverjen z grbom kneževine Oranje, in grb njihovega očetovega grba.
- Grb Viljema VI. kot suverenega kneza Nizozemske.[31]
- Grb Nizozemskega kronskega princa, kneza Oranskega v 19. stoletju.[32][33]
- Grb sina Nizozemsega kronskega princa v 19. stoletju, ki je imel tudi naslov Dednega kneza Oranskega.[34][35]

- Osebni grb Julijane Nizozemse & Oransko-Nassavske
- Osebni grb Beatrix Nizozemske & Oransko-Nassavske
- Osebni grb Viljema Aleksandra Nizozemskega in Oransko-Nassavskega
- Sinovi princeze Margriete Nizozemske, Pieter van Vollenhoven[36]